# Josef Schmitz (Architekt)
Josef Schmitz (auch Joseph; * 8. November 1860 in Aachen; † 29. März 1936 in Nürnberg) war ein deutscher Architekt.

## Leben
Der Sohn des Aachener Hofmalers, Zeichners und Grafikers Michael Hubert Schmitz war ein Schüler Georg von Hauberrissers und führte mit diesem ab 1887 die Restaurierung der Sebalduskirche in Nürnberg durch. Schmitz arbeitete außerdem eine Zeit lang mit dem bekannten Kirchbaumeister Franz Josef Denzinger zusammen und übernahm nach dessen Tod 1894 die Leitung des Baus der Adalberokirche in Würzburg – ein prestigeträchtiger Bau, der schließlich auf der Weltausstellung in Paris gezeigt wurde. Es folgten zahlreiche Kirchenbauprojekte, vor allem im fränkischen Raum. Josef Schmitz wurde staatlicher bayerischer Dombaumeister und Fachberater der obersten Baubehörde und wurde mit der Restaurierung der Nürnberger Hauptkirchen St. Lorenz und St. Sebald betraut.
Die starke Auseinandersetzung mit der mittelalterlichen Baukunst brachte er in seinen Restaurierungen ein, die den ursprünglichen Zustand der Bauten wiederherzustellen versuchten. So baute er bei der Moritzkapelle in Nürnberg alle romantisierenden Veränderungen Carl Alexander Heideloffs zurück.
Bei seinen Neubauten setzte er der romantischen Verklärung der Bauten des Mittelalters seine Auffassung einer Stilgotik entgegen, einer wissenschaftlich fundierten Rezeption der alten Stile. Im historistischen Kirchenbau „vertrat er die Richtung der feinempfundenen und durchdachten Stilbauten“. Schmitz war ein Vertreter des so genannten Nürnberger Stils und legte bei seinen Bauten, als architektonisches Gesamtkunstwerk, auch großen Wert auf die bildhauerische Ausgestaltung. In vielen seiner Bauten schuf Heinz Schiestl die Inneneinrichtung.
Schmitz war von 1918 bis 1936 Mitglied der Preußischen Akademie der Künste, in der Sektion für Bildende Künste.

## Werke

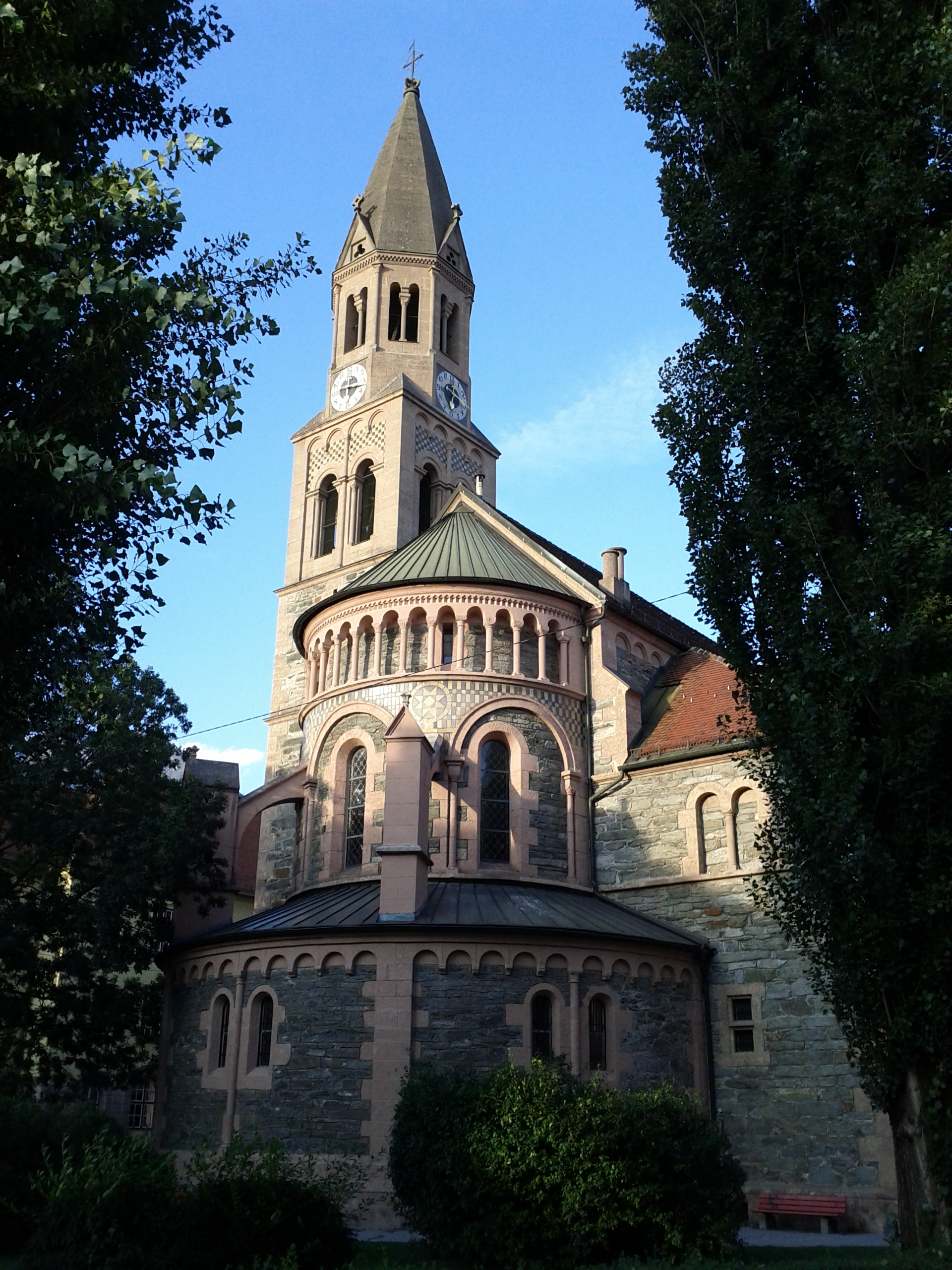
Pfarrkirche Mariä Empfängnis, Innsbruck-Pradl

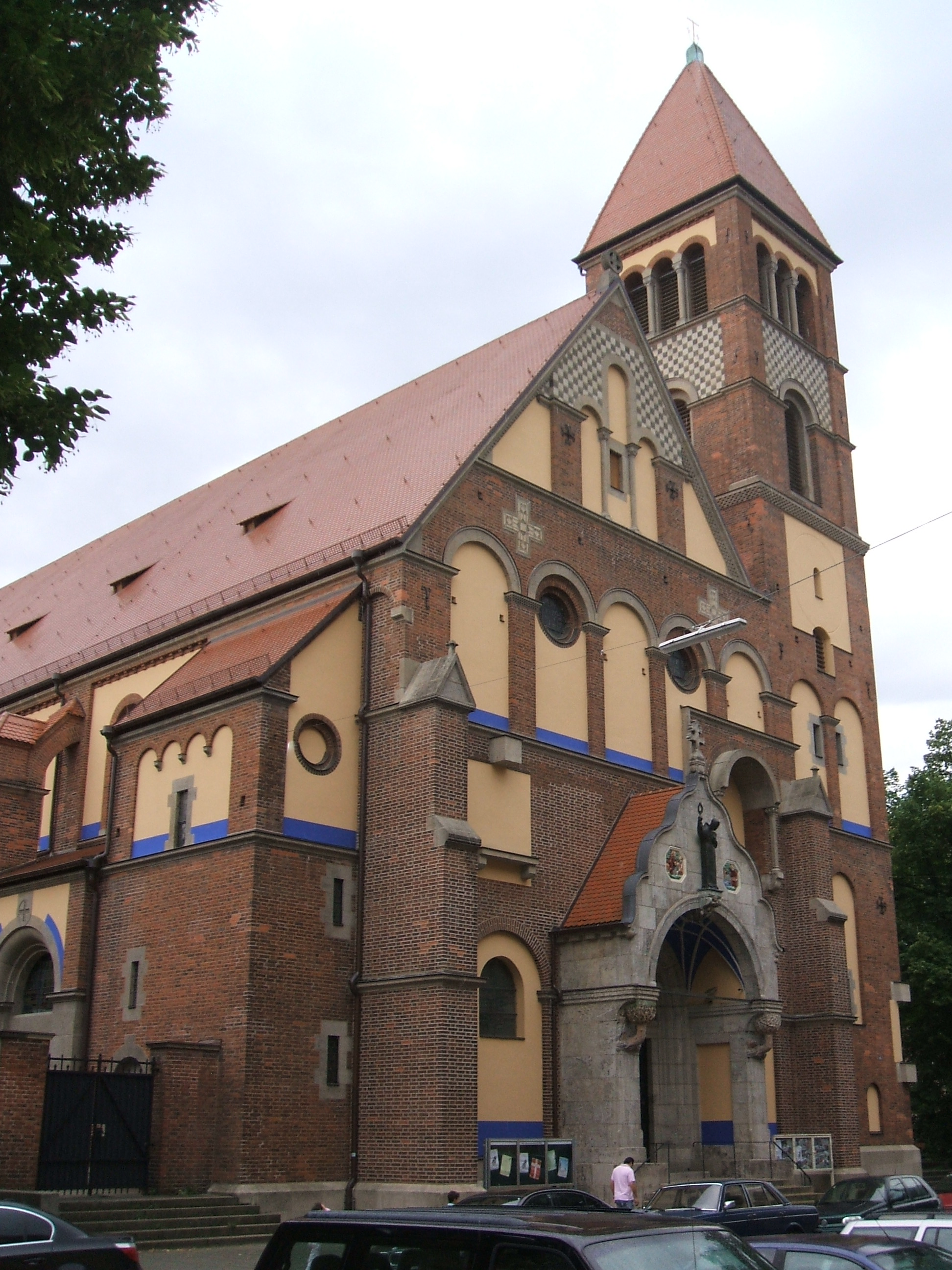
St. Antonius, Nürnberg-Gostenhof

- St. Adalbero, Würzburg, neuromanisch, 1894–1899
- Mutterhauskirche der Erlöserschwestern, Würzburg, neugotisch, 1895–1897
- Erweiterungsbau des Nürnberger Rathauses am Fünferplatz, mit Hans Pylipp, 1896–1899
- Erweiterung von St. Cyriakus, Niedernberg, neugotisch, 1897
- St. Nikolaus, Wörth am Main, neuromanisch, 1897/98
- St. Johannes Baptist und St. Margareta, Grünmorsbach, neuromanisch, 1898/99
- St. Peter, Nürnberg, neugotisch, 1898–1901
- St. Vitus, Dorfprozelten, neuromanisch, 1899–1901[8]
- Aussichtsturm Hohenhabsburg, Reichenbach in Böhmen, zusammen mit Jakob Schmeissner, 1900–1901[9]
- Erweiterung der Stadtpfarrkirche Gerolzhofen, neugotisch, 1899–1902
- Herz-Jesu-Kirche, Feucht, neuromanisch, 1900–1903
- St. Josef, Würzburg, neugotisch, 1900–1905
- St. Josef, Königshütte, neuromanisch, 1904–1907
- Unserer Lieben Frau Mariä Empfängnis, Innsbruck-Pradl, neuromanisch, 1905–1908
- Städtischer Friedhof in Meran, 1907/12, Ausführung durch Musch & Lun[10]
- St. Antonius, Nürnberg, neuromanisch, 1909/10
- St. Anna, Mönchengladbach-Windberg, neuromanisch, 1909–1911
- Friedhof Algund, 1913
- Wiederherstellung St. Johannes Kitzingen